# В Камелоте (Клан Сопрано)
«В Камелоте» (англ. «In Camelot») — пятьдесят девятый эпизод телесериала канала HBO «Клан Сопрано» и седьмой в пятом сезоне шоу. Сценарий написал Теренс Уинтер, режиссёром стал Стив Бушеми, а премьера состоялась 18 апреля 2004 года.

## В ролях
- Джеймс Гандольфини — Тони Сопрано
- Лоррейн Бракко — д-р Дженнифер Мелфи *
- Эди Фалко — Кармела Сопрано
- Майкл Империоли — Кристофер Молтисанти *
- Доминик Кьянезе — Коррадо Сопрано-мл.
- Стивен Ван Зандт — Сильвио Данте
- Тони Сирико — Поли Галтьери
- Роберт Айлер — Энтони Сопрано-мл.
- Джейми-Линн Сиглер — Медоу Сопрано
- Дреа де Маттео — Адриана Ля Сёрва *
- Аида Туртурро — Дженис Сопрано *
- Стивен Р. Ширрипа — Бобби Баккалиери
- Винсент Куратола — Джонни Сэк
- Джон Вентимилья — Арти Букко
- Кэтрин Нардуччи — Шармэйн Букко
- Стив Бушеми — Тони Бландетто

* = указаны только

### Приглашённые звёзды
- Полли Берген — Фрэн Фельштейн
- Тим Дейли — Джей Ти Долан
- Джозеф Сираво — Джонни Бой Сопрано
- Лори Уильямс — молодая Ливия Сопрано
- Дэнни Петрилло — молодой Тони Сопрано
- Фрэнк Винсент — Фил Леотардо
- Лесли Бег — Валентин Ла Паз
- Джозеф Р. Ганнасколи — Вито Спатафоре
- Пол Шульц — отец Фила Интинтолы
- Карл Капоторто — маленький Поли Дженрмани
- Макс Казелла — Бенни Фацио
- Ричард Портнов — Гарольд Мелвоин
- Фрэнк Санторелли — Джорджи
- Даниэль Ди Веккио — Барбара Сопрано Джильоне
- Артур Наскарелла — Карло Джервази
- Анджело Массагли — Бобби Баккальери III
- Мирьям Копперсмит — София Баккальери
- Арти Паскуале — Берт Джервази
- Крис Калдовино — Билли Леотардо
- Рей Аллэн — Квинтина Бландетто
- Фред Каячча — дядя Зио
- Аллен Энлоу — доктор Гарри Уинер

## Сюжет
Тетя Тони Кончетта умирает. После похорон Тони случайно встречает на могиле отца Фрэн Фельштейн, его давнюю подругу. Они продолжают встречаться, и Тони узнает от нее все больше о своем отце. Он узнает, что под давлением своей матери Ливии отец забрал его детскую собаку Типпи; он отдал ее Фрэн, и она стала собакой ее сына. Фрэн также вспоминает Джуниора, который, по ее словам, почти преследовал ее; Джуниор говорит Тони, что любил ее, но не решался сказать ей об этом. Фрэн также рассказывает Тони об одноразовой интрижке с президентом Джоном Ф. Кеннеди.
Тони и Фрэн осматривают гоночную трассу в Нью-Египте; она объясняет, что отец Тони обещал оставить ей долю в гоночной трассе, но Фил и Хеш Рабкин обманом лишили ее этой доли. Тони берется собрать деньги от ее имени и при посредничестве Джонни устраивает встречу с Филом и Хешем. Хеш соглашается заплатить, но Фил возражает против выплаты 25 % и задерживает платеж. Когда Тони застает его на улице, начинается погоня, которая заканчивается тем, что Фил врезается в грузовик. Позже Тони удается получить 150 000 долларов для Фрэн.
Джуниор, чье психическое здоровье и память улучшились благодаря новым лекарствам, говорит, что сходит с ума, оставаясь под домашним арестом. Он начинает ходить на все возможные похороны, даже если знает покойного совсем немного, лишь бы выбраться из дома. Однако на похоронах мужа Кончетты, который умер вскоре после своей жены, Джуниор начинает безудержно плакать, и ему помогают уйти Бобби и Дженис. Позже Джуниор срывается в кабинете врача, когда говорит об отсутствии цели в своей жизни.
Кристофер начинает проводить время с Джей Ти Доланом, телевизионным сценаристом, с которым он познакомился в реабилитационном центре. Они предлагают друг другу поддержку, когда у них возникает желание употребить наркотики. Проиграв Джей-Ти спортивное пари, Крис приобщает его к семейным играм в покер с высокими ставками. Джей-Ти набирает 60 000 долларов долгов и начинает пропускать платежи; Крис и малыш Поли приходят к нему в квартиру и избивают его. Джей-Ти теряет несколько писательских работ, что заставляет его пристраститься к героину. Крис помогает ему вернуться в реабилитационный центр.
Дружба Тони с Фрэн начинает портиться, когда он узнает, что его отец часто был рядом с ней, когда в нем нуждались, в том числе и в ту ночь, когда Ливия была госпитализирована из-за выкидыша; в этом случае Тони пришлось солгать матери, чтобы защитить отца. Кроме того, Фрэн начинает открыто унижать Ливию перед Тони и, заявив, что она на мели, покупает дорогую одежду на деньги, которые он для нее добыл. Доктор Мелфи предлагает ему проявить больше сочувствия к Ливии, простить ее и забыть. Тони не проявляет сочувствия, говоря, что Ливия заставила его отца отдать Типпи. В конце эпизода Тони начинает рассказывать своим приятелям в Бада Бинге! преувеличенные сведения о причастности Фрэн к Кеннеди.

## Впервые появляется
- Джей Ти Долан: друг Кристофера, телевизионный сценарист.
- Берт Джервази: Двоюродный брат Карло Джервази и соратник семьи Сопрано.

## Умерли
В этом эпизоде было пять смертей, больше всех в сериале, хотя все они произошли за кадром и ни одна из них не была убийством.
- Тетя Конкетта: умерла от сердечного приступа
- Винсент Патронелла: по мнению Джуниора, является его дальним родственником
- Миссис Крилли: сестра двоюродного брата дяди Джуниора по браку
- Безымянный мальчик: 7 лет, умер в джакузи; "сын Сала из химчистки".
- Дядя Николо "Зио": муж Кончетты

## Производство
Хотя это седьмой эпизод пятого сезона, он был снят шестым, из-за занятости режиссера предыдущего эпизода Питера Богдановича, так как режиссер эпизода Стив Бушеми хотел поставить этот эпизод, в котором его персонаж практически не появлялся.

## Название
Фрэн Фельштейн утверждала, что у нее был роман с президентом Джоном Ф. Кеннеди, чью администрацию прозвали "Камелотом".

## Связи с другими эпизодами
Фуражка в форме Кеннеди была также надета на Ирину в пилоте сериала.

## Другие культурные отсылки
- Дети Баккальери смотрят "Бетховена" по телевизору, когда Тони наносит визит семье.
- По слухам, у тети Кончетты случился сердечный приступ, и она умерла после просмотра передачи "Встреча с прессой".
- Во время флэшбэка Тони в 1975 году его подросток смотрит эпизод "Человек посередине" из сериала "Кэннон", когда ему звонит отец.
- На приеме после похорон Кончетты Джуниор хочет спеть песню со своим столом, начинает петь "Volare", но останавливается, когда никто не подхватывает.
- Джей Ти Долан упоминает, что писал для "Нэша Бриджеса" и "Это жизнь", и Кристофер говорит, что считает последнее шоу нереалистичным. Кристофер также пренебрежительно отзывается о режиссере Джоне Фавро, который появляется в эпизоде второго сезона "D-Girl".
- Долан говорит, что его агент работает над тем, чтобы он получил работу сценариста для "Закона и порядка", созданного Диком Вулфом.
- В квартире Долана висит плакат "Доктор Стрейнджлав" в рамке, который Кристофер и малыш Поли позже разбивают о его голову, когда избивают его.
- Позже Долан пытается продать свою премию "Эмми" в ломбарде за деньги, но клерк предлагает за нее всего несколько долларов, говоря, что это не "Оскар".
- Фрэн Фелштейн упоминает, что в 1950-х годах ходила смотреть, как Энцо Стюарти поет в знаменитой манхэттенской "Копакабане".
- Ипподром, который посещают Тони и Фрэн, упоминается в эпизоде как "Chikamauga Raceway in New Egypt". Хотя сцены на треке снимались на ипподроме Риверхед в Риверхеде, Нью-Йорк, в Нью-Египте находится автодром New Egypt Speedway.
- Когда Тони показывает Фрэн шляпу Кеннеди, она поет ему "Happy Birthday, Mr. President" Мэрилин Монро.
- Долан играет в компьютерную игру Snood на своем ноутбуке и упоминает "Криминальное чтиво".

## Музыка
- Песня Кайли Миноуг "Can't Get You Out of My Head" играет, когда Крис и Джей Ти находятся в спортзале.
- Когда Крис и Джей Ти разговаривают в Bada Bing, звучит песня "Tongue" Джонни Хартсмана.
- Когда Тони преследует Леотардо, из стереосистемы звучит песня "Rock the Casbah" группы The Clash.
- Когда Тони приглашает Фрэн Фельштейн на ужин, играет заглавная композиция из альбома Джона Колтрейн "My Favorite Things".
- В конце эпизода, когда Тони преувеличивает подвиги Фрэн с Кеннеди, в ресторане Bada Bing звучит песня "Session" группы Linkin Park с альбома Meteora.
- В конце титров звучит песня "Melancholy Serenade", тема из "Шоу Джеки Глисона", написанная Глисоном. Фрэн рассказала, что Глисон присутствовал на вечеринке в марте 1961 года, где она познакомилась с президентом Кеннеди. Другие упоминания о Глисоне встречаются на протяжении всего сериала (например, на вечеринке в честь возвращения Тони Би в Бинг).
- Во время флэшбэка Джонни Сопрано на заднем плане звучит песня Дороти Мур "Misty Blue".